# Lijst van rijksmonumenten in Heenvliet
De plaats Heenvliet telt 34 inschrijvingen in het rijksmonumentenregister. Hieronder een overzicht.
| Object                                                                                                | Oorspronkelijke functie?  | Bouwjaar                                     | Architect | Locatie                 | Coördinaten?                  | Nr.?   | Afbeelding                                                            |
| --- | ------------------------- | -------------------------------------------- | --------- | ----------------------- | ----------------------------- | ------ | --------------------------------------------------------------------- |
| Terrein waarin de overblijfselen van het versterkte huis Leeuwensteijn                                | Archeologisch monument    | 15e eeuw                                     |           |                         | 51° 51' 28" NB, 4° 14' 3" OL  | 45079  | Upload foto                                                           |
| Terrein waarin de overblijfselen van de versterkte huizen Ravensteyn en Blicksteyn                    | Archeologisch monument    | middeleeuwen                                 |           |                         | 51° 51' 44" NB, 4° 14' 32" OL | 45080  | Upload foto                                                           |
| Huis te Heenvliet: hoofdgebouw                                                                        | Kasteel, buitenplaats     | late middeleeuwen                            |           | Markt 10-12             | 51° 51' 50" NB, 4° 14' 39" OL | 522536 | Huis te Heenvliet: hoofdgebouw                                        |
| Huis te Heenvliet (met Kasteel Ravesteyn): historische tuinaanleg                                     | Kasteel, buitenplaats     | 17e eeuw                                     |           | Markt 10-12             | 51° 51' 50" NB, 4° 14' 38" OL | 522537 | Huis te Heenvliet (met Kasteel Ravesteyn): historische tuinaanleg     |
| Huis te Heenvliet: muur met toegangspoort                                                             | Tuin, park en plantsoen   | 17e eeuw                                     |           | Markt bij 10            | 51° 51' 48" NB, 4° 14' 34" OL | 522575 | Huis te Heenvliet: muur met toegangspoort                             |
| Huis te Heenvliet: koetshuis                                                                          | Bijgebouwen kastelen enz. | 1800                                         |           | Markt 11                | 51° 51' 49" NB, 4° 14' 38" OL | 522576 | Huis te Heenvliet: koetshuis                                          |
| Tuinmuur                                                                                              | Tuin, park en plantsoen   | 17e eeuw                                     |           | Markt bij 12            | 51° 51' 48" NB, 4° 14' 34" OL | 522577 | Upload foto                                                           |
| Tuinsieraden: 4 sokkels en 1 zonnewijzer                                                              | Tuin, park en plantsoen   | 18e/19e eeuw                                 |           | Markt bij 10            | 51° 51' 48" NB, 4° 14' 34" OL | 522612 | Upload foto                                                           |
| Ruïne Kasteel Ravesteyn                                                                               | Bijgebouwen kastelen enz. | 13e eeuw (donjon) 14e/15e eeuw (fundamenten) |           | Markt bij 10            | 51° 51' 50" NB, 4° 14' 38" OL | 522613 | Meer afbeeldingen                                                     |
| Locatie van kasteel Blijdestein                                                                       | Archeologisch monument    | 13e-14e eeuw                                 |           | Donjonstraat/Hofkesweg  | 51° 52' 4" NB, 4° 14' 30" OL  | 529848 | Meer afbeeldingen                                                     |
| Oorspronkelijk woonhuis, thans pakhuis, terzijde van het Ambachtshuis                                 | Woonhuis                  |                                              |           | Branderf 1              | 51° 51' 51" NB, 4° 14' 38" OL | 9379   | Oorspronkelijk woonhuis, thans pakhuis, terzijde van het Ambachtshuis |
| St Maartenskerk                                                                                       | Kerk en kerkonderdeel     | 1824 (toren)                                 |           | Kerkweg 1               | 51° 51' 53" NB, 4° 14' 38" OL | 9381   | Meer afbeeldingen                                                     |
| Boerderij tegenover de kerk                                                                           | Boerderij                 | eerste helft 19e eeuw                        |           | Kerkweg 2               | 51° 51' 52" NB, 4° 14' 35" OL | 9382   | Meer afbeeldingen                                                     |
| De Gouden Leeuw                                                                                       | Woonhuis                  | 17e eeuw                                     |           | Markt 1                 | 51° 51' 48" NB, 4° 14' 41" OL | 9383   | Meer afbeeldingen                                                     |
| Huis met lijstgeveltje bestaande uit beganegrond en verdieping                                        | Woonhuis                  | eerste kwart 19e eeuw                        |           | Markt 3                 | 51° 51' 48" NB, 4° 14' 40" OL | 9384   | Meer afbeeldingen                                                     |
| Huis met lijstgevel van parterre en verdieping                                                        | Woonhuis                  | midden 19e eeuw                              |           | Markt 4                 | 51° 51' 49" NB, 4° 14' 40" OL | 9385   | Meer afbeeldingen                                                     |
| Huis met topgeveltje met vlechtingen                                                                  | Woonhuis                  | 18e eeuw                                     |           | Markt 4                 | 51° 51' 49" NB, 4° 14' 40" OL | 9386   | Meer afbeeldingen                                                     |
| Huis met gepleisterd topgeveltje                                                                      | Nijverheid                | 18e eeuw                                     |           | Markt 6                 | 51° 51' 49" NB, 4° 14' 39" OL | 9387   | Meer afbeeldingen                                                     |
| Huis met eenvoudig tuitgeveltje parterre en zolderverdieping                                          | Woonhuis                  | 18e eeuw                                     |           | Markt 7                 | 51° 51' 49" NB, 4° 14' 39" OL | 9388   | Meer afbeeldingen                                                     |
| Huis met afgeknot trapgeveltje parterre met zolderverdieping                                          | Woonhuis                  | 17e/18e/19e eeuw                             |           | Markt 8                 | 51° 51' 49" NB, 4° 14' 39" OL | 9389   | Meer afbeeldingen                                                     |
| De Kastanjeboom / De Hoecksack                                                                        | Woonhuis                  | tweede kwart 18e eeuw                        |           | Markt 9                 | 51° 51' 49" NB, 4° 14' 38" OL | 9390   | Meer afbeeldingen                                                     |
| Huis met brede tuitgevel met voluten en fronton                                                       | Woonhuis                  | tweede kwart 18e eeuw                        |           | Markt bij 10            | 51° 51' 49" NB, 4° 14' 38" OL | 9391   | Meer afbeeldingen                                                     |
| Voormalige Ambachtshuis                                                                               | Woonhuis                  | 16e/17e/18e eeuw                             |           | Markt 10                | 51° 51' 50" NB, 4° 14' 38" OL | 9392   | Meer afbeeldingen                                                     |
| Voormalige Ambachtshuis                                                                               | Woonhuis                  | 16e/17e/18e eeuw                             |           | Markt 12                | 51° 51' 50" NB, 4° 14' 39" OL | 522536 | Voormalige Ambachtshuis                                               |
| Oud Raadhuis                                                                                          | Bestuursgebouw en onderdl | 16/19e eeuw                                  |           | Markt 13                | 51° 51' 50" NB, 4° 14' 40" OL | 9394   | Meer afbeeldingen                                                     |
| Huis met lijstgevel                                                                                   | Woonhuis                  | 17e/19e eeuw                                 |           | Markt 13                | 51° 51' 50" NB, 4° 14' 40" OL | 9395   | Meer afbeeldingen                                                     |
| Huis met lijstgevel                                                                                   | Woonhuis                  | 19e eeuw                                     |           | Markt 14                | 51° 51' 50" NB, 4° 14' 40" OL | 9396   | Meer afbeeldingen                                                     |
| Huis met gepleisterde lijstgevel met ingezwenkte zijkanten                                            | Woonhuis                  | eerste helft 19e eeuw                        |           | Markt 15                | 51° 51' 50" NB, 4° 14' 41" OL | 9397   | Meer afbeeldingen                                                     |
| Huis met lijstgevel van drie vensterassen                                                             | Woonhuis                  | ca. 1800                                     |           | Markt 16                | 51° 51' 50" NB, 4° 14' 41" OL | 9398   | Meer afbeeldingen                                                     |
| Huis met tuitgevel van twee vensterassen                                                              | Woonhuis                  |                                              |           | Markt 17                | 51° 51' 50" NB, 4° 14' 42" OL | 9399   | Meer afbeeldingen                                                     |
| Huis met gepleisterd topgeveltje                                                                      | Woonhuis                  | eerste helft 19e eeuw                        |           | Markt 19                | 51° 51' 50" NB, 4° 14' 42" OL | 9400   | Meer afbeeldingen                                                     |
| Huis met gepleisterd topgeveltje                                                                      | Woonhuis                  | eerste helft 19e eeuw                        |           | Markt 20                | 51° 51' 50" NB, 4° 14' 42" OL | 9401   | Meer afbeeldingen                                                     |
| Huis met lijstgevel parterre en zolderverdieping                                                      | Woonhuis                  | eerste helft 19e eeuw                        |           | Markt 22                | 51° 51' 50" NB, 4° 14' 43" OL | 9402   | Meer afbeeldingen                                                     |
| Hekpaaltjes van hardsteen en natuurstenen pomp met Lodewijk XIV-ornament                              | Straatmeubilair           | 1755                                         |           | Markt tegenover 11      | 51° 51' 49" NB, 4° 14' 41" OL | 9403   | Meer afbeeldingen                                                     |
| Hoekpand Toldam-Stationsweg. Huisje zonder verdieping                                                 | Woonhuis                  | 17e eeuw                                     |           | Stationsweg 1           | 51° 51' 48" NB, 4° 14' 42" OL | 9404   | Meer afbeeldingen                                                     |
| Huisje zonder verdieping, gedekt door hoog zadeldak                                                   | Woonhuis                  | 18e eeuw                                     |           | Toldam 2                | 51° 51' 48" NB, 4° 14' 44" OL | 9405   | Meer afbeeldingen                                                     |
| Gemetselde hekpijlers met hek (Lod XIV)                                                               | Erfscheiding              |                                              |           | Stationsweg tegenover 1 | 51° 51' 48" NB, 4° 14' 42" OL | 9406   | Meer afbeeldingen                                                     |
| Het Gulden Spoor                                                                                      | Woonhuis                  | eerste helft 19e eeuw                        |           | Vissersdijk 1           | 51° 51' 50" NB, 4° 14' 44" OL | 9407   | Meer afbeeldingen                                                     |
| Molen van Heenvliet(Molen van Schelling): Ronde bakstenen poldermolen, bovenkruier, deels gepleisterd | Industrie- en poldermolen | 1743 (bouw) 1970 (verbrand)                  |           | Wieldijk 3              | 51° 52' 1" NB, 4° 14' 53" OL  | 9408   | Meer afbeeldingen                                                     |